# تونکو عبدالرحمان
تونکو عبدالرحمان پوترا الحاجی ابن المحرم سلطان عبدالحمید شاه (زادهٔ ۸ فوریه ۱۹۰۳ – درگذشته ۶ دسامبر ۱۹۹۰) از سال ۱۹۵۵ وزیر اعظم فدراسیون مالایا بود و پس از استقلال این کشور در ۱۹۵۷ اولین نخست وزیر آن لقب گرفت.
او را به نام‌های «تونکو» (که لقبی اشرافی در مالزی است) ، «باپا کمردکان» (در مالایی:پدر استقلال) و "باپا مالیزیاً (در مالایی:پدر مالزی) می‌شناسند.
او در هنگام پیوستن صباح، ساراواک و سنگاپور به فدراسیون و تشکیل کشور مالزی در ۱۹۶۳ نخست وزیر بود و از این رو اولین نخست وزیر کشور مالزی است. تونکو عبدالرحمان در ۶ دسامبر ۱۹۹۰ در سن ۸۷ سالگی درگذشت.

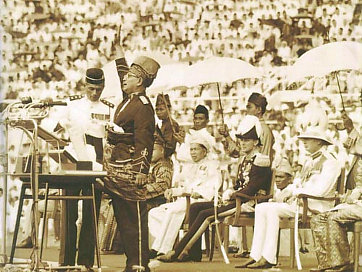
تونکو عبدالرحمان در سال ۱۹۵۷